# Дончево
До́нчево (болг. Дончево) — село в Добрицькій області Болгарії. Входить до складу общини Добричка.

## Населення
За даними перепису населення 2011 року у селі проживали 911 осіб.
Національний склад населення села:
| Національність   | Кількість осіб | Відсоток |
| ---------------- | -------------- | -------- |
| болгари          | 797            | 89,0%    |
| цигани           | 74             | 8,3%     |
| турки            | 20             | 2,2%     |
| Всього відповіли | 896            |          |

Розподіл населення за віком у 2011 році:
Динаміка населення: